# Екишек
Екишек (каз. Екішек) — село в Железинском районе Павлодарской области Казахстана. Входит в состав Казахстанского сельского округа. Код КАТО — 554247300.

## Население
В 1999 году население села составляло 251 человек (137 мужчин и 114 женщин). По данным переписи 2009 года, в селе проживало 167 человек (90 мужчин и 77 женщин).